# Месоропи
Месоропи (грч. Μεσορόπη) је насељено место у  општини Кушница у периферији Источна Македонија и Тракија, Грчка. Према попису из 2021. године било је 467 становника.
Према бугарском географу и историчару, Василу Канчову, у Месоропију је 1900. године живело 780 Грка. После 1923. године насељено је око 10 грчких избегличких породица, укупно 47 особа. На попису из 1928. године Месоропи је имао 1.197 становника. Село се раније звало Косруп.